# Ліверпуль (аеропорт)
Ліверпульський аеропорт імені Джона Леннона (англ. Liverpool John Lennon Airport (IATA: LPL, ICAO: EGGP)) — міжнародний аеропорт, що обслуговує Північно-Західну Англію, розташований за 12,0 км на південний схід від центру міста Ліверпуль.
Є хабом для:
- Blue Air
- easyJet
- Ryanair
- Wizzair

## Авіалінії та напрямки
| Авіакомпанія | Пункт призначення |
| ------------ | --- |
| Blue Air     | Аліканте, Бакеу, Бухарест, Малага, Рим–Ф'юмічіно Сезонний: Пальма-де-Мальорка |
| easyJet      | Аліканте, Амстердам, Барселона, Белфаст, Берлін–Шенефельд, Фару, Фуертевентура, Женева, Острів Мен, Джерсі, Краків, Лансароте, Ларнака, Мадрид, Малага, Ніцца, Пальма-де-Мальорка, Париж–Шарль де Голль, Тулуза, Венеція Сезонний: Бодрум, Бордо, Даламан, Гренобль, Нант, Неаполь, Палермо, Пула, Родос, Зальцбург, Закінф |
| Flybe        | Белфаст-Сіті, Острів Мен Сезонний: Корнуолл |
| Ryanair      | Аліканте, Барселона, Корк, Деррі, Дублін, Фару, Фуертевентура, Нок, Краків, Лансароте, Малага, Мальта, Марракеш, Мілан–Мальпенса, Пафос, Порту, Познань, Прага, Софія, Щецин, Тенерифе-Південний, Вільнюс, Варшава–Модлін, Вроцлав Сезонний: Барі, Бержерак, Жирона, Гран-Канарія, Ібіца, Пальма-де-Мальорка, Піза, Реус    |
| Widerøe      | Берген |
| Wizz Air     | Бухарест, Будапешт, Клуж, Гданськ, Ясси, Катовиці, Варшава–Шопен |

## Статистика
|      | Пасажирообіг | % Зміни пасажирообігу | Авіатрафік | % Зміни авіатрафіку |
| ---- | ------------ | --------------------- | ---------- | ------------------- |
| 1997 | 689,468      | -                     | 83,354     | -                   |
| 1998 | 873,172      | ▲ 26.6                | 86,871     | ▲ 4.2               |
| 1999 | 1,304,959    | ▲ 49.5                | 75,489     | ▼ 13.1              |
| 2000 | 1,982,711    | ▲ 51.9                | 76,257     | ▲ 1.0               |
| 2001 | 2,253,398    | ▲ 13.7                | 74,659     | ▼ 2.1               |
| 2002 | 2,835,871    | ▲ 25.8                | 74,313     | ▼ 0.5               |
| 2003 | 3,177,009    | ▲ 12.0                | 84,405     | ▲ 13.6              |
| 2004 | 3,353,350    | ▲ 5.6                 | 85,393     | ▲ 1.2               |
| 2005 | 4,411,243    | ▲ 31.5                | 92,970     | ▲ 8.9               |
| 2006 | 4,963,886    | ▲ 12.5                | 91,263     | ▼ 1.8               |
| 2007 | 5,468,510    | ▲ 10.2                | 86,668     | ▼ 5.0               |
| 2008 | 5,334,152    | ▼ 2.5                 | 84,890     | ▼ 2.1               |
| 2009 | 4,884,494    | ▼ 8.4                 | 79,298     | ▼ 6.6               |
| 2010 | 5,013,940    | ▲ 2.7                 | 68,164     | ▼ 14.0              |
| 2011 | 5,251,161    | ▲ 4.7                 | 69,055     | ▲ 1.3               |
| 2012 | 4,463,257    | ▼ 15.0                | 60,270     | ▼ 12.7              |
| 2013 | 4,187,439    | ▼ 6.2                 | 55,839     | ▼ 7.4               |
| 2014 | 3,986,654    | ▼ 4.8                 | 52,249     | ▼ 6.4               |
| 2015 | 4,301,495    | ▲ 7.9                 | 55,905     | ▲ 7.0               |
| 2016 | 4,778,939    | ▲ 11.1                | 62,441     | ▲ 11.7              |
| 2017 | 4,901,157    | ▲ 3.0                 | 56,643     | ▼ 9.0               |

## Наземний транспорт

### Автобусний
Аеропорт обслуговують автобуси наступних операторів за маршрутом:
- Arriva North West[en]
  - 500: John Lennon Airport — Liverpool City Centre / Airport — Liverpool City Centre.
  - 86A: Airport — Garston, Speke Rd — Liverpool South Parkway — Penny Lane — Paradise Street Interchange Liverpool City Centre.
  - 80A: Airport — Liverpool South Parkway — Penny Lane — Paradise Street Interchange Liverpool City Centre
  - 81A: Airport — Hunts Cross Rail station — Woolton Road, Gatacre Park — Childwall — Queens Drive — Bootle
  - 82A: Runcorn — Widnes, Green Oaks — Airport — Aigburth Vale- Liverpool City Centre
  - 89: Airport — Hunts Cross Rail Station — Belle Vale — Huyton — Prescot — St Helens.
- Merseytravel
  - 3, 3a, 3b: Huyton - Halewood - John Lennon Airport (пн-сб)
- Terravision
  - Центр міста — з/до аеропорту

### Автомобільний
До/з аеропорту можна дістатися автошляхами M53, M56, M57 та M62

### Залізничний
Прямого залізничного сполучення з рештою Великої Британії немає.